# Tchécoslovaquie aux Jeux olympiques d'hiver de 1972
La Tchécoslovaquie participe aux Jeux olympiques d'hiver de 1972, organisés à Sapporo au Japon. Cette nation prend part aux Jeux olympiques d'hiver pour la onzième fois en onze éditions. La délégation tchécoslovaque, formée de 41 athlètes (4 femmes et 37 hommes), obtient trois médailles (une d'or et deux de bronze) et se classe au douzième rang du tableau des médailles.

## Médaillés
| Médaille d'or, Jeux olympiques      | Ondrej Nepela | Patinage artistique | Simple hommes |                   |  |
| Médaille de bronze, Jeux olympiques | Helena Šikolová | Ski de fond         | 5 km femmes   |                   |  |
| Médaille de bronze, Jeux olympiques | Équipe de Tchécoslovaquie de hockey sur glace \| Vladimír Dzurilla \| \| Josef Horešovský \| \| Eduard Novák \| \| \| Jiří Holeček \| \| Karel Vohralík \| \| Richard Farda \| \| \| Vladimír Bednář \| \| Václav Nedomanský \| \| Josef Černý \| \| \| Rudolf Tajcnár \| \| Jiří Holík \| \| Vladimír Martinec \| \| \| Oldřich Machač \| \| Jaroslav Holík \| \| Ivan Hlinka \| \| \| František Pospíšil \| \| Jiří Kochta \| \| Bohuslav Šťastný \| \| | Hockey sur glace    | Hommes        |                   |  |
| Vladimír Dzurilla                   | | Josef Horešovský    |               | Eduard Novák      |  |
| Jiří Holeček                        | | Karel Vohralík      |               | Richard Farda     |  |
| Vladimír Bednář                     | | Václav Nedomanský   |               | Josef Černý       |  |
| Rudolf Tajcnár                      | | Jiří Holík          |               | Vladimír Martinec |  |
| Oldřich Machač                      | | Jaroslav Holík      |               | Ivan Hlinka       |  |
| František Pospíšil                  | | Jiří Kochta         |               | Bohuslav Šťastný  |  |